# Алдо Корцо
Алдо Корцо (шп. Aldo Sebastián Corzo Chávez; 20. мај 1989) перуански је фудбалер и репрезентативац.

## Каријера
Корцо је стигао 2008. у Алијансу из Лиме, пре тога је играо за јуниоре Клуб де Регатаса када их је водио Хаиме Дуарте. За прву екипу је дебитовао 2008. године. Званични деби је имао против Спорт Бојса. После тог меча, Корцо је био стандардан у првој постави.
Дана 7. јануара 2010. године потписао је двогодишњи уговор за Универсидад Сан Мартин де Порес. Од 2017. наступа за Университарио из Лиме.

## Репрезентација
За перуанску репрезентацију је дебитовао 2009. године. Учествовао је на Копа Америци 2011. године, а Перу је освојио треће место. Године 2018. био је део репрезентације која је наступала на Светском првенству у Русији.

## Статистика каријере

### Репрезентативна
Статистика до 26. јуна 2018.
| Тим    | Год.   | Наступи | Голови |
| ------ | ------ | ------- | ------ |
| Перу   | 2009   | 3       | 0      |
| Перу   | 2010   | 0       | 0      |
| Перу   | 2011   | 4       | 0      |
| Перу   | 2012   | 1       | 0      |
| Перу   | 2013   | 0       | 0      |
| Перу   | 2014   | 0       | 0      |
| Перу   | 2015   | 0       | 0      |
| Перу   | 2016   | 8       | 0      |
| Перу   | 2017   | 6       | 0      |
| Перу   | 2018   | 3       | 0      |
| Укупно | Укупно | 25      | 0      |

## Трофеји
Универсидад Сан Мартин
- Прва лига Перуа у фудбалу: 2010.

Перу
- Копа Америка: треће место 2011.

Индивидуални
- Најбољи десни бек перуанске лиге: 2009.[6]